# Limnephilus kaspievi
Limnephilus kaspievi — викопний вид волохокрилих комах родини Limnephilidae, що існував у міоцені. Скам'янілі відбитки крил знайдено у Ставропольському краї.